# Trùng roi

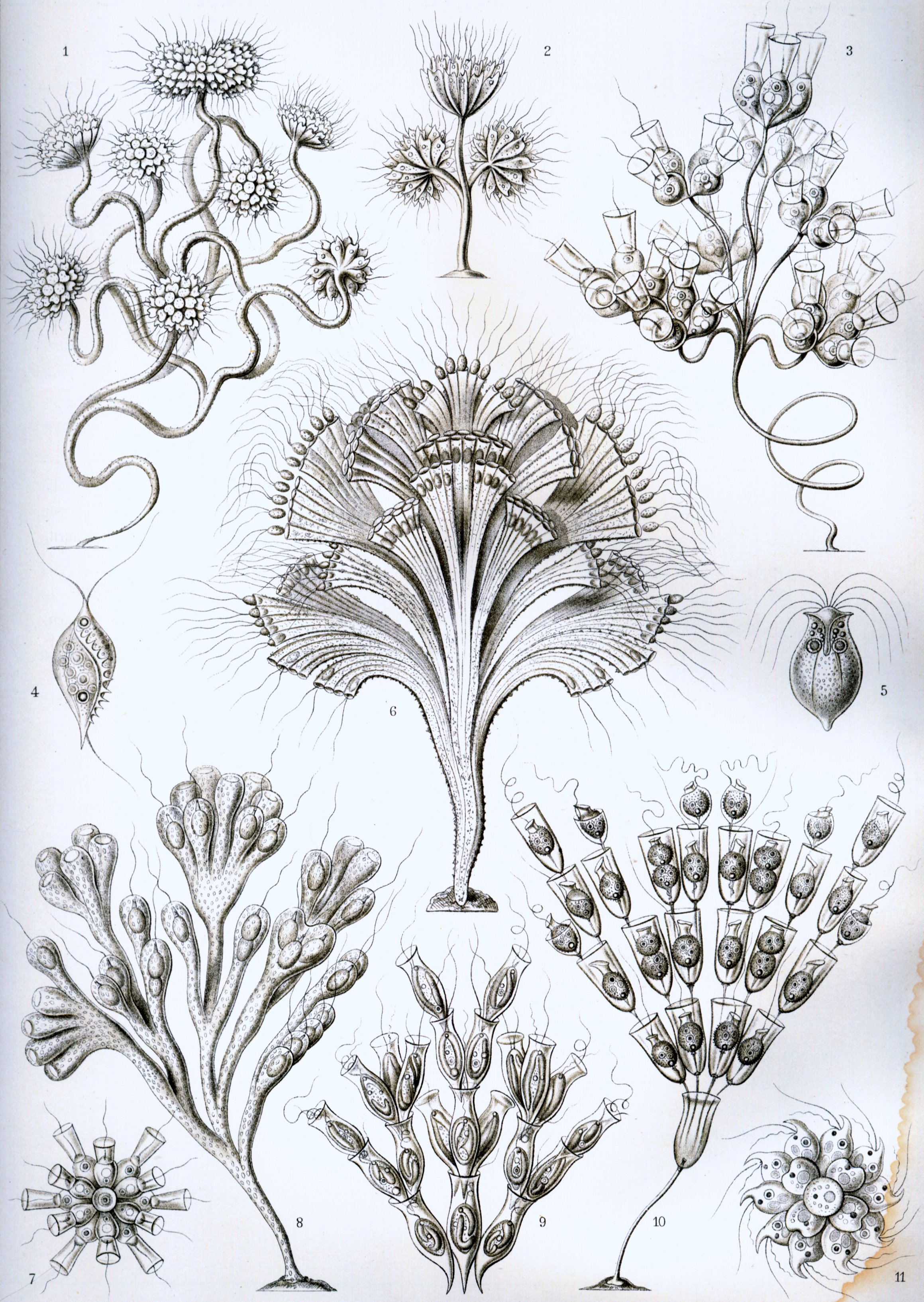
"Flagellata" trong cuốn Nghệ thuật của thiên nhiên của Ernst Haeckel, 1904

Lớp Trùng roi (Flagellata) bao gồm trùng roi xanh, tập đoàn trùng roi cùng khoảng hơn 8 nghìn loài động vật nguyên sinh nguyên thủy khác sống trong nước ngọt, nước biển, đất ẩm,..., một số sống ký sinh, có các đặc điểm chung sau: di chuyển nhờ roi (một hay nhiều roi), vừa tự dưỡng vừa dị dưỡng (ở các trùng roi thực vật) hoặc chỉ dị dưỡng (ở các trùng roi động vật), hô hấp qua màng cơ thể, đường lấy thức ăn ổn định nhưng đường tiêu hóa thức ăn không ổn định, bài tiết và điều chỉnh áp suất thẩm thấu nhờ không bào co bóp, sinh sản vô tính theo cách phân đôi. Lớp Trùng roi có vai trò rất quan trọng trong thiên nhiên và đối với con người. Về mặt có lợi, chúng chỉ thị về độ sạch của môi trường nước, là thức ăn của một số động vật thủy sinh,... Một số trùng roi ký sinh gây hại không nhỏ cho con người (truyền các bệnh nguy hiểm như trùng roi âm đạo, bệnh ngủ châu Phi ở con người,...).

## Trùng roi xanh
Trùng roi xanh (Euglena viridis) sống ở nước, chúng tạo nên các mảng váng xanh trên bề mặt ao, hồ. Trùng roi xanh là một cơ thể động vật đơn bào cỡ nhỏ (≈ 0,05mm). Cơ thể hình thoi, đuôi nhọn, đầu tù và có một roi dài xoáy vào nước giúp cơ thể vừa tiến vừa xoay. Cấu tạo gồm nhân và chất nguyên sinh chứa các hạt diệp lục như thực vật, các hạt dự trữ, điểm mắt và không bào co bóp. Ở nơi có ánh sáng, nhờ các hạt dự trữ mà trùng roi dinh dưỡng kiểu tự dưỡng như thực vật, còn ở chỗ tối trùng roi vẫn sống nhờ đồng hóa các chất dinh dưỡng có trong nước (dị dưỡng). Hô hấp nhờ sự trao đổi khí qua màng tế bào, bài tiết và điều chỉnh áp suất thẩm thấu nhờ không bào co bóp. Sinh sản vô tính theo cách phân đôi theo chiều dọc cơ thể: nhân phía sau cơ thể phân đôi trước, chất nguyên sinh và các bào quan lần lượt phân chia, cuối cùng cá thể phân đôi theo chiều dọc cơ thể tạo thành 2 trùng roi mới. Trùng roi có tính hướng sáng, cảm nhận ánh sáng nhờ điểm mắt và bơi về chỗ sáng nhờ roi bơi. 

## Tập đoàn trùng roi
Trên mảng xanh ở ao, hồ hoặc ở vài giếng ta thường gặp các hạt hình cầu có đối xứng mặt trời, đường kính khoảng 1mm bơi lơ lửng, xoay tròn. Đó là các tập đoàn trùng roi (hay còn gọi là tập đoàn Vôn-vốc (Vonvox). Mỗi tập đoàn có hàng nghìn cá thể trùng roi hình quả lê có 2 roi xếp thành một lớp bề mặt, roi hướng ra ngoài giúp tập đoàn di chuyển. Tập đoàn trùng roi sinh sản vừa vô tính vừa hữu tính:
- Sinh sản vô tính ở tập đoàn trùng roi chỉ có một số cá thể chìm vào trong rồi phân chia để cho ra tập đoàn mới nằm trong tập đoàn mẹ. Tập đoàn con muốn thoát ra ngoài phải đợi tập đoàn mẹ chết đi.
- Sinh sản hữu tính thì một số cá thể rụng roi chuyển trực tiếp thành giao tử cái. Một số cá thể khác biến thành tế bào đực, mỗi tế bào đực phân chia để cho hàng trăm giao tử đực có roi bơi. Giao tử đực sau khi được tung vào nước tìm đến giao tử cái thành hợp tử. Hợp tử phân cắt cho ra tập đoàn mới bên ngoài tập đoàn mẹ.

Tập đoàn trùng roi dù có nhiều tế bào nhưng chỉ được coi là một nhóm động vật đơn bào vì mỗi tế bào vẫn vận động và dinh dưỡng độc lập. Tập đoàn trùng roi được coi là hình ảnh của mối quan hệ về nguồn gốc giữa động vật đơn bào và động vật đa bào.

## Dinh dưỡng
Ở nơi có ánh sáng trùng roi dinh dưỡng như thực vật (tự dưỡng). Nếu cho chúng vào chỗ tối lâu ngày chúng sẽ mất dần màu xanh và sẽ chuyển sang dị dưỡng. Chúng vẫn sống được nhờ đồng hoá những chất hữu cơ có sẵn hoà tan do các sinh vật khác chết phân huỷ ra (dị dưỡng).
Hô hấp của trùng roi nhờ sự trao đổi khí qua màng tế bào. Không bào co bóp tập trung nước thừa cùng sản phẩm tiết rồi thải ra ngoài, góp phần điều chỉnh áp suất thẩm thấu của cơ thể.

## Sinh sản
Trùng roi sinh sản vào khoảng cuối xuân, đầu mùa hạ, thường là sinh sản vô tính rất nhanh. Khi sinh sản, nhân phía sau cơ thể phân đôi trước, sau đó chất nguyên sinh và các bào quan lần lượt phân chia. Cuối cùng, cá thể phân đôi theo chiếu dọc cơ thể tạo thành 2 trùng roi mới. Gọi tắt là sinh sản vô tính theo cách phân đôi theo chiều dọc cơ thể.

## Hình ảnh

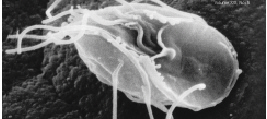
Parasitic excavate (Giardia lamblia)
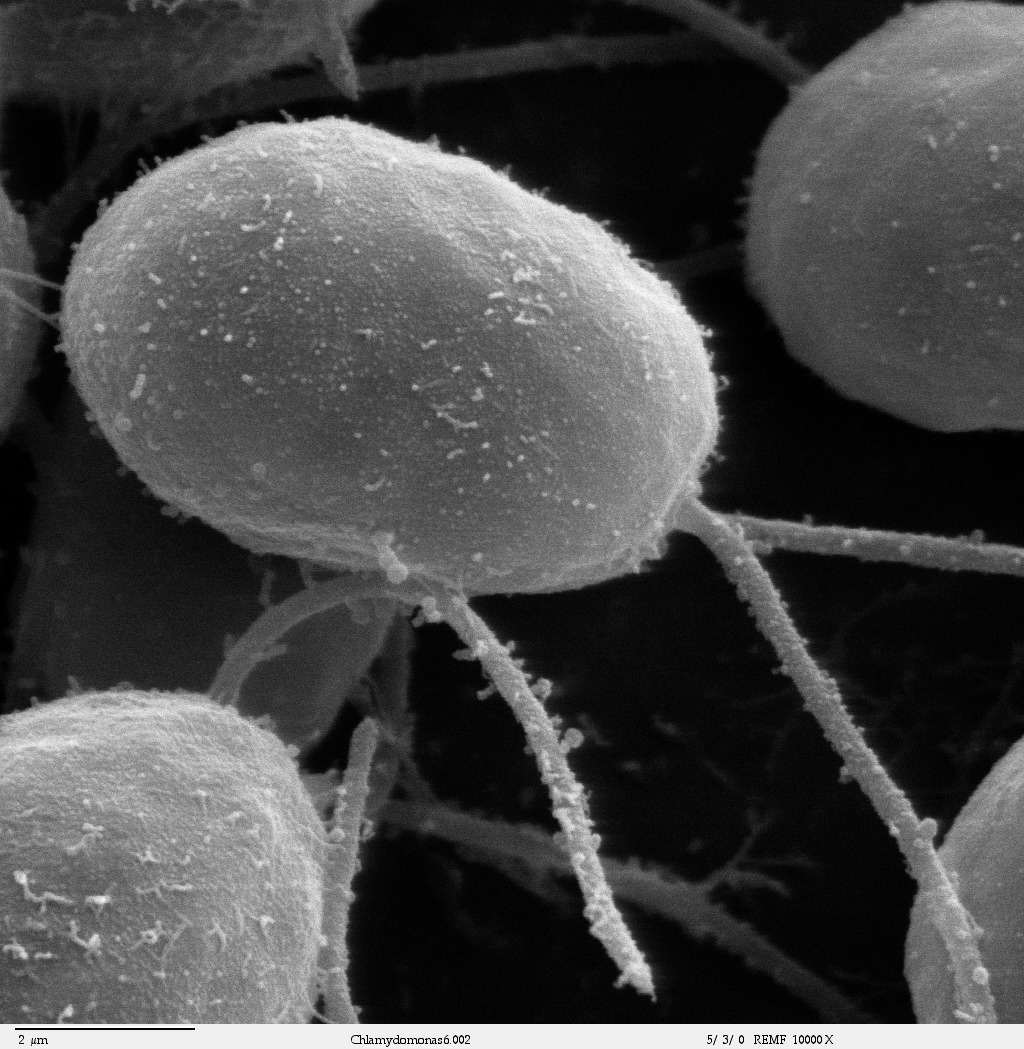
Green alga (Chlamydomonas)